# Jan De Bie
Mons. Jan De Bie (* 19. dubna 1937, Olen) je belgický římskokatolický kněz a emeritní pomocný biskup arcidiecéze Mechelen-Brusel.

## Život
Narodil se 19. dubna 1937 v Olenu. Studoval teologii na Katolické univerzitě v Lovani, kde získal doktorát. Na kněze byl vysvěcen 8. července 1961. V letech 1965-1969 byl ředitelem Collegium Pro America Latina v Lovani. Roku 1970 se stal knězem "Fidei Donum" v Brazílii. Zde působil jako profesor teologie na Katolické univerzitě v Salvador-Bahia a jako rektor kněžského semináře. V září roku 1981 byl zvolen vice-předsedou Collegium Pro America Latina.
Dne 13. března 1987 jej papež Jan Pavel II. jmenoval titulárním biskupem z Uppenny a pomocným biskupem arcidiecéze Mechelen-Brusel. Biskupské svěcení přijal 19. dubna 1987 z rukou kardinála Godfrieda Danneelse a spolusvětitelé byli arcibiskup José Floriberto Cornelis, biskup Paul Van den Berghe, biskup Albert Houssiau a biskup Paul Lanneau.
Dne 3. ledna 2009 přijal papež Benedikt XVI. jeho rezignaci na post pomocného biskupa z důvodu dosažení kanonického věku 75 let.